# Malotice
Malotice jsou obec ležící v okrese Kolín. Mají 362 obyvatel. Leží 25 km na východ od hranic Prahy a 17 km na jihozápad od Kolína.

## Části obce
- Malotice
- Lhotky

V letech 1850–1869 k obci patřila i Barchovice.

## Historie
První písemná zmínka o obci pochází z roku 1295.
V obci se narodil František Hovorka, český varhaník, sbormistr, hudební skladatel a pedagog (1881–1929).

### Územněsprávní začlenění
Dějiny územněsprávního začleňování zahrnují období od roku 1850 do současnosti. V chronologickém přehledu je uvedena územně administrativní příslušnost obce v roce, kdy ke změně došlo:
- 1850 země česká, kraj Pardubice, politický okres Kolín, soudní okres Kouřim[4]
- 1855 země česká, kraj Čáslav, soudní okres Kouřim
- 1868 země česká, politický okres Kolín, soudní okres Kouřim
- 1939 země česká, Oberlandrat Kolín, politický okres Kolín, soudní okres Kouřim[5]
- 1942 země česká, Oberlandrat Praha, politický okres Kolín, soudní okres Kouřim[6]
- 1945 země česká, správní okres Kolín, soudní okres Kouřim[7]
- 1949 Pražský kraj, okres Kolín[8]
- 1960 Středočeský kraj, okres Kolín
- 2003 Středočeský kraj, obec s rozšířenou působností Kolín

### Rok 1932
Ve vsi Malotice (397 obyvatel, poštovní úřad, telegrafní úřad, telefonní úřad, katol. kostel) byly v roce 1932 evidovány tyto živnosti a obchody: 2 hostince, kolář, 2 kováři, krejčí, mlýn, obuvník, porodní asistentka, 2 rolníci, 2 obchody se smíšeným zbožím, spořitelní a záložní spolek pro Malotice, trafika, truhlář.

## Pamětihodnosti
- Kostel svatého Matouše – neorománský kostel z roku 1904 postavený na místě původního gotického kostela z roku 1309.
- Fara
- Gotická vodní tvrz – částečně zachovaná[10]

## Okolní obce
Malotice sousedí na severu a západě se Ždánicemi, na jihozápadě s Oleškou, na jihu s Barchovicemi a na východě se Zásmuky.

## Doprava
Obcí prochází silnice I/2 v úseku Říčany - Kutná Hora a silnice II/334 v úseku Kouřim - Lhotky - Horní Kruty. Dále zde vedou silnice III. třídy:
- III/33324 Krymlov - Lhotky
- III/33326 Barchovice - Malotice - Toušice

Železniční trať ani stanice na území obce nejsou.
V obci zastavovala v roce 2011 příměstská autobusová linka Praha,Háje-Suchdol (denně mnoho spojů) (dopravce ČSAD POLKOST, s. r. o.). V místní části Lhotky zastavovala autobusová linka Kouřim-Horní Kruty, Bohouňovice II (v pracovních dnech 9 spojů, o víkendech 4 spoje) (dopravce Okresní autobusová doprava Kolín, s. r. o.).

## Galerie

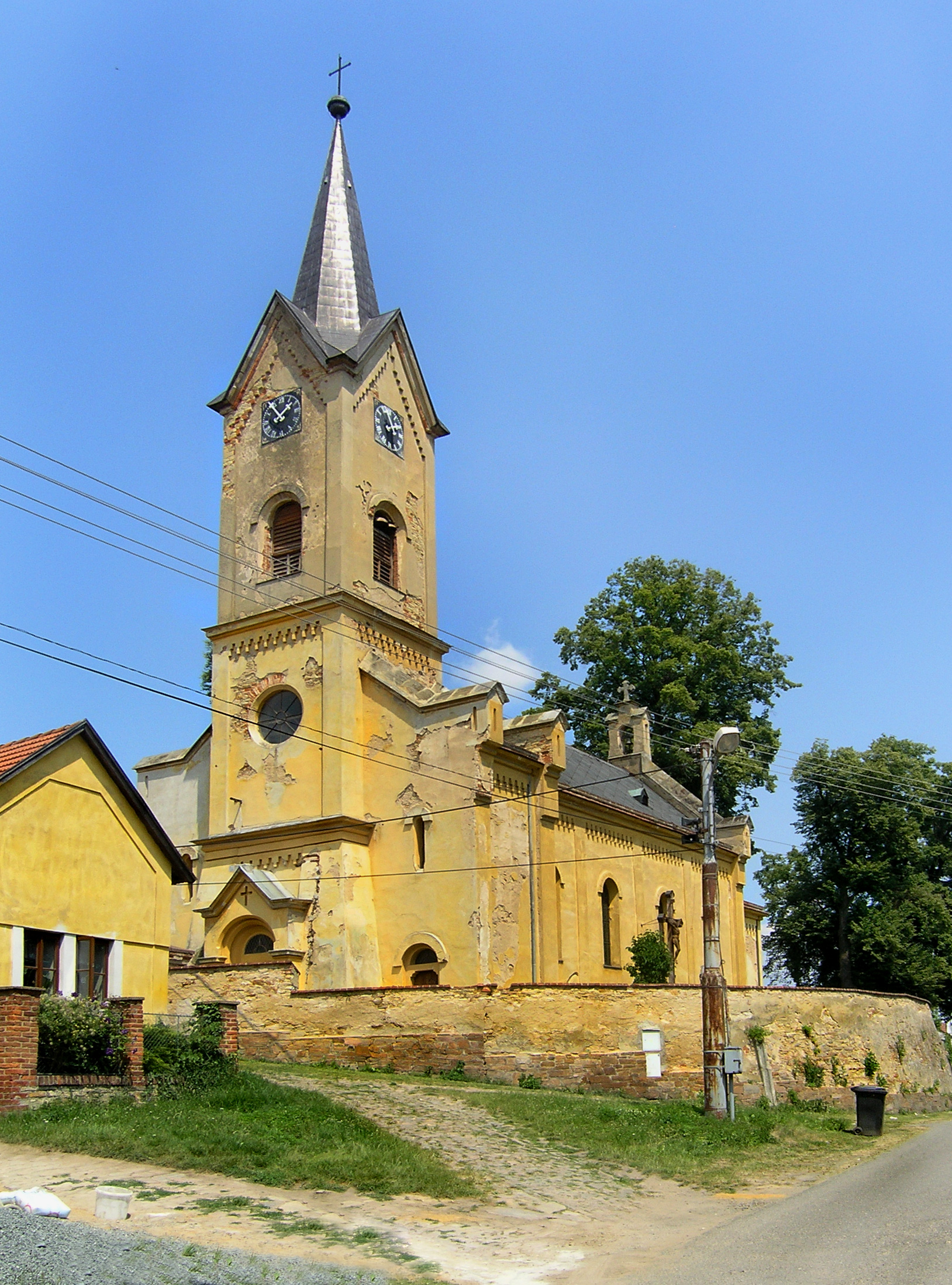
Kostel sv. Matouše
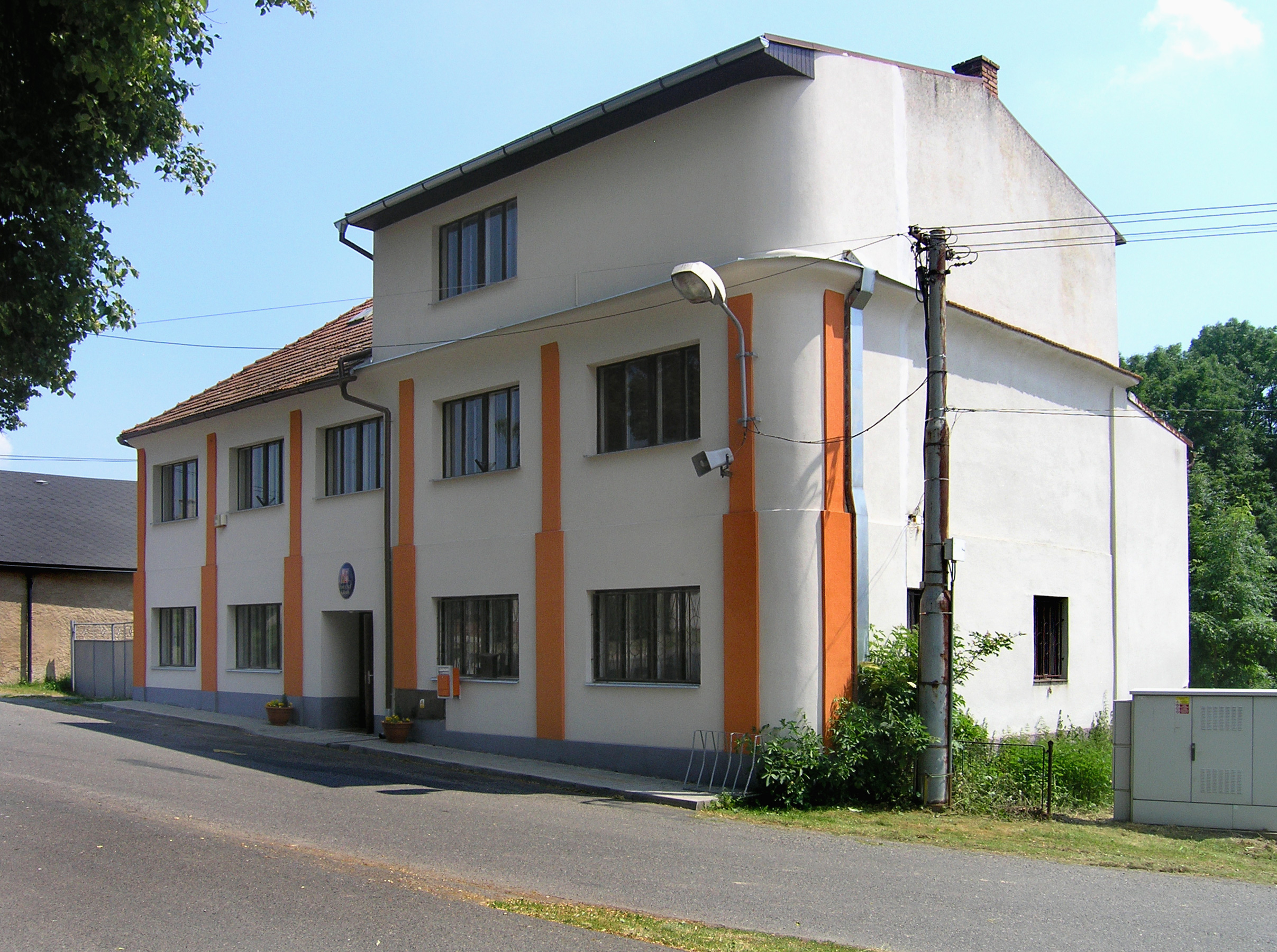
Obecní úřad
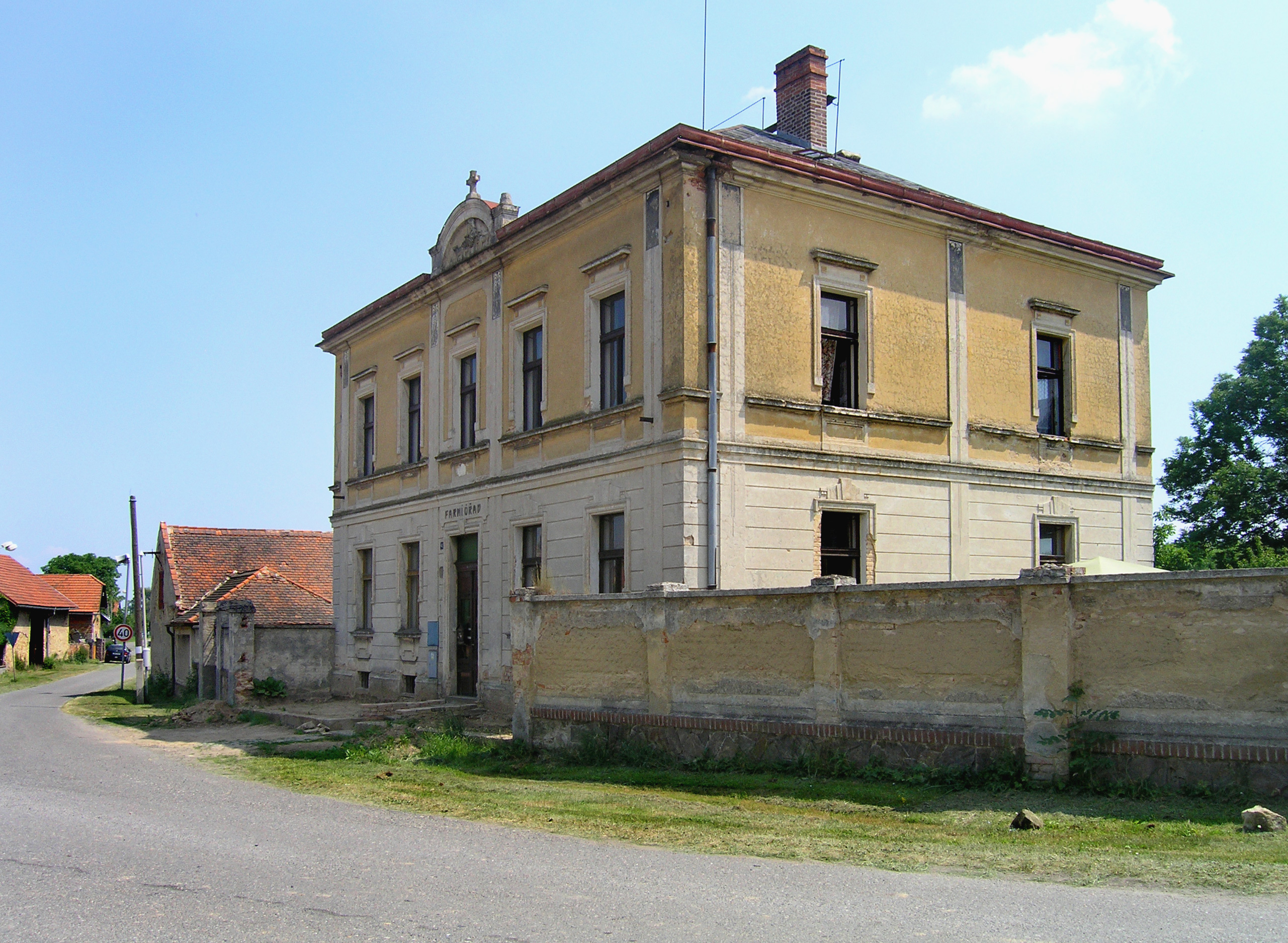
Bývalá fara
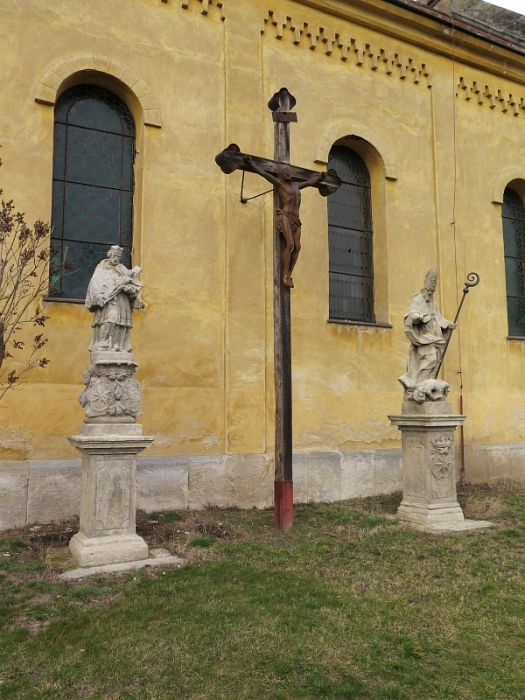
Sochy
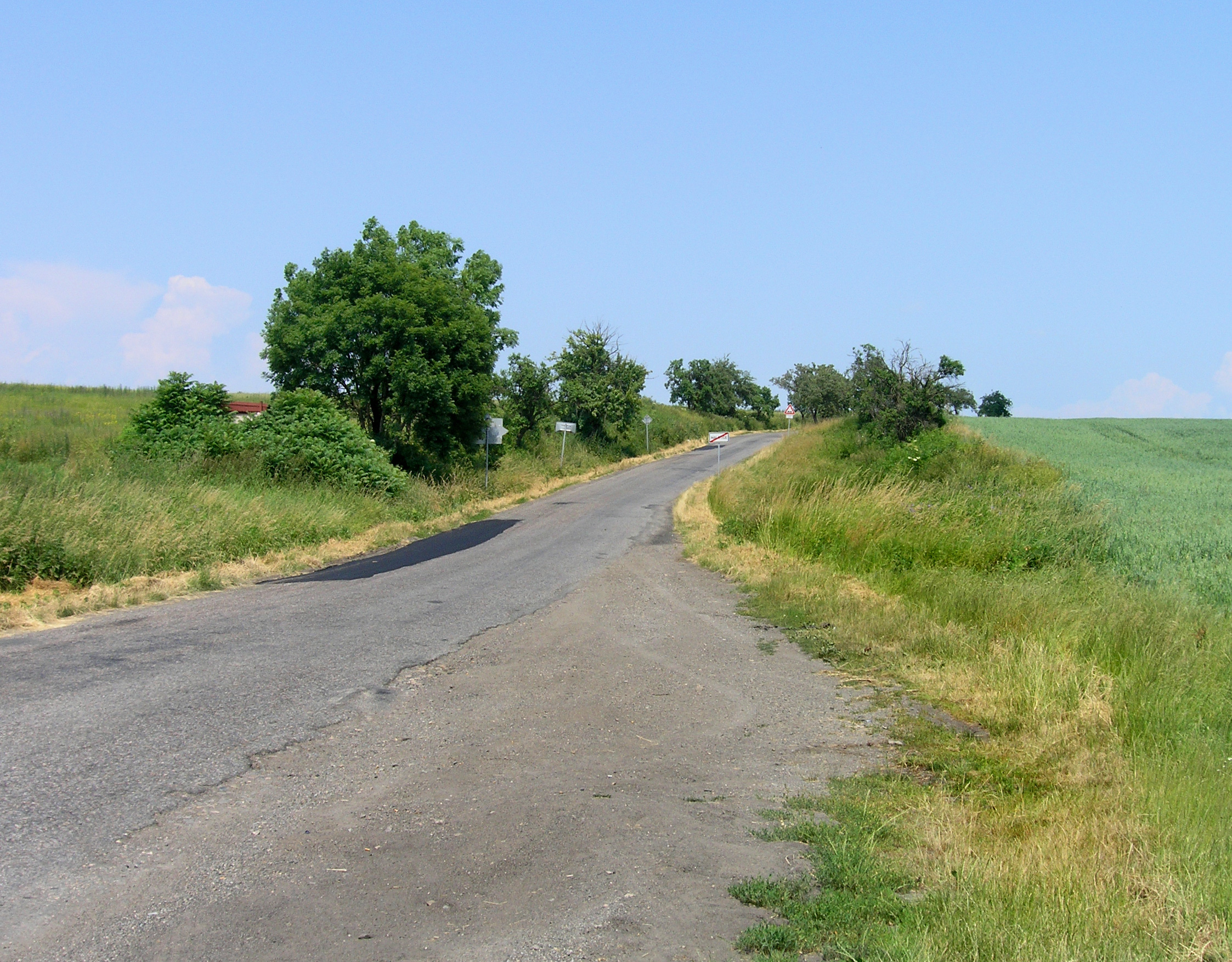
Silnice z Malotic do Toušic